# Cymodocea nodosa
Cymodocea nodosa là một loài thực vật có hoa trong họ Cymodoceaceae. Loài này được (Ucria) Asch. mô tả khoa học đầu tiên năm 1869.